# Simon d'Archiac
 Simon d’Archiac est un cardinal français né à Archiac en Saintonge, dans l'actuel département de la Charente-Maritime, et mort le 14 mai 1323 à Avignon.

## Biographie
Simon d’Archiac est le fils d'Aymar d'Archiac et de Marguerite II de Rochechouart (sœur de Simon de Rochechouart, archevêque de Bordeaux).
Il fut chanoine à Béziers, chanoine et doyen à Saintes et conseiller du roi Philippe le Long. 
En 1319, il fut élu archevêque de Vienne, un poste dont il démissionna quand, lors du consistoire du 20 décembre 1320, Jean XXII lui remit la pourpre cardinalice, avec le titre de cardinal prêtre de Santa Prisca.
Son court cardinalat, ne lui donna pas la possibilité de participer à un conclave.